# Merlänna
Merlänna is een plaats in de gemeente Strängnäs in het landschap Södermanland en de provincie Södermanlands län in Zweden. De plaats heeft 370 inwoners (2005) en een oppervlakte van 46 hectare. De plaats ligt aan het meer Lännasjön en de directe omgeving van de plaats bestaat uit zowel landbouwgrond als bos.

## Verkeer en vervoer
Bij de plaats loopt de Riksväg 55.